# 행방불명
행방불명(行方不明)은 재해 등의 사정으로 어떤 인물이 있는 장소·행선지·소식·안부 등이 확실하지 않게 된 상태를 말한다. 행방불명이 된 사람을 행방불명자 또는 간단히 행불자라고 한다.

## 같이 보기
- 실종자
- 특이 행방불명자
- 가출
- 야반도주
- 미아
- 노숙자/부랑아